# کل‌تک ۲۹۰۶
سیارک ۲۹۰۶ (به انگلیسی: 2906 Caltech، نامگذاری:1983AE2) دو هزار و نهصد و ششمین سیارک کشف شده‌است که در ۱۳ ژانویه ۱۹۸۳ کشف شد.
قدر مطلق سیارک برابر ۱۰٫۰۰ است.